# Josh Riker-Fox
Joshua „Josh“ Riker-Fox (* 6. September 1983 in Calgary, Alberta) ist ein kanadischer Fünfkämpfer.

## Persönlicher Hintergrund
Josh Riker-Fox wurde als Sohn von Don Fox und Lynne Riker geboren. Er hat einen Bruder und ist mit der Synchronschwimmerin Élise Marcotte leiert. Er erlangte 2013 an der University of Calgary den akademischen Grad eines Master of Business Administration im Bereich Sportmarketing und ist heute als Unternehmer tätig. Josh Riker-Fox setzt sich für den Schutz von Wildpferden in Alberta ein.

## Sport
Durch die Olympischen Winterspiele in Calgary wurde er bereits als Fünfjähriger vom Sport inspiriert. Mit dem modernen Fünfkampf begann er im Alter von zehn Jahren. Bei den Weltjugendspielen 2001 trat er erstmals international an. 2003 nahm er erstmals an den Panamerikanischen Spielen teil. Durch den Gewinn der Bronzemedaille bei den Panamerikanischen Spielen 2007 in Rio de Janeiro konnte er sich für die Olympiade 2008 in Peking im modernen Fünfkampf qualifizieren. Bei der Weltmeisterschaft im Fünfkampf der UIPM konnte er 2007 den 31. Platz erreichen und war der erste Kanadier, der sich für das Finale qualifizieren konnte. Riker-Fox konnte 2008 im Einzel bei den Olympischen Spielen in Peking den 24. Platz erreichen. 2010 erreichte er bei der UIPM-Weltmeisterschaft im Fünfkampf den 10. Platz.
Er ist 1,87 Meter groß und wiegt 76 Kilogramm.

## Erfolge
- Olympische Spiele
  - 2008, Peking: 24. Platz im Einzel